# JayKoppig
JayKoppig is een Nederlandse rapper en artiest uit Holendrecht, Amsterdam. Hij staat bekend om zijn energieke stijl, persoonlijke teksten en samenwerkingen met andere artiesten binnen de Nederlandse hiphopscene.

## Biografie
JayKoppig groeide op in Holendrecht, een wijk in Amsterdam. Zijn artiestennaam is een combinatie van zijn voornaam en het woord "koppig", wat zijn vastberadenheid en eigenzinnigheid weerspiegelt. Hij begon zijn muzikale carrière op jonge leeftijd en ontwikkelde zich tot een opvallende stem binnen de Nederlandse hiphop.

## Muzikale carrière

### Doorbraak en samenwerkingen
JayKoppig verwierf bekendheid met zijn deelname aan het nummer "Holendrecht Anthem" van JoeyAK, samen met Bright, De Drecht, Bigidagoe en J-Boy. Dit nummer werd uitgebracht op 101Barz in 2018 en markeerde zijn entree in de hiphopscene .
In 2021 bracht hij samen met Hekje31 het nummer "R.A.P" uit, een eerbetoon aan hun overleden vriend Rodinho Breinburg. Het nummer kreeg veel aandacht vanwege de emotionele lading en de sterke boodschap.

### Recente releases
In 2024 bracht JayKoppig de track "Puur" uit, geproduceerd door Gubes. De track werd goed ontvangen en versterkte zijn positie binnen de Nederlandse hiphopscene.
Zijn recente werk omvat onder andere de singles "Legday" (2025) en "Dammie (Remix)" (2025), waarin hij samenwerkt met artiesten als Drechter, Hekje31 en Dubbel R. Deze nummers tonen zijn veelzijdigheid en voortdurende evolutie als artiest Apple Music - Web Player.

## Stijl en invloeden
JayKoppig's muziek kenmerkt zich door een combinatie van harde beats, persoonlijke teksten en een energieke delivery. Hij wordt vaak geassocieerd met de Nederlandse drill- en hiphopscene. Zijn teksten behandelen onderwerpen zoals het straatleven, persoonlijke ervaringen en vriendschap.

## Discografie
- Singles:
  - "R.A.P" (2021) – met Hekje31
  - "On Me" (2022) – met JoeyAK
  - "Laatste Drip" (2022) – met JoeyAK & Hekje31
  - "Puur" (2024)
  - "Legday" (2025) – met Drechter & Hekje31
  - "Dammie (Remix)" (2025) – met Hekje31 & Dubbel R
- Samenwerkingen:
  - "Holendrecht Anthem" (2018) – met JoeyAK, Bright, De Drecht, Bigidagoe & J-Boy
  - "Capabel" (2025) – met Hekje31
  - "Carrousel" (2024) – met KATNUF